# 6676 Monet
6676 Monet este o planetă minoră (asteroid), cu un diametru de 10,929 km, din centura de asteroizi. A fost descoperită pe 29 septembrie 1973 la Observatorul Palomar de Cornelis Johannes van Houten și a fost numită după Claude Monet. 
Obiectul prezintă o orbită caracterizată de o semiaxă mare de 3,158879 UAi, o excentricitate de 0,16, o înclinație de 0,97226 ° în raport cu ecliptica.